# Merritt Mathias
Merritt Elizabeth Mathias (* 2. Juli 1990 in Birmingham, Alabama) ist eine US-amerikanische Fußballspielerin, die seit der Saison 2018 bei den North Carolina Courage in der National Women’s Soccer League unter Vertrag stand und zur  Saison 2023 zum Angel City FC wechselt.

## Karriere

### Verein
Im Jahr 2012 spielte Mathias für das Franchise der New York Fury in der WPSL Elite. Anfang 2013 wurde sie beim sogenannten Supplemental-Draft zur neugegründeten NWSL in der dritten Runde an Position 22 vom FC Kansas City verpflichtet. Ihr Ligadebüt gab sie am 13. April 2013 gegen den Portland Thorns FC. Nach zwei Jahren beim FCKC und dem Gewinn der Meisterschaft 2014 wechselte sie zur Saison 2015 zum Ligarivalen und amtierenden Vizemeister Seattle Reign FC.
Zur Saison 2023 wechselt sie im Austausch mit Tyler Lussi zum Angel City FC.

### Nationalmannschaft
Mathias spielte für verschiedene Nachwuchsteams des US-amerikanischen Fußballverbandes. Am 12. Juni 2018 debütierte sie bei einem Freundschaftsspiel gegen China in der A-Nationalmannschaft der Vereinigten Staaten.

## Erfolge
- 2014: NWSL-Meisterschaft (FC Kansas City)